# Foa madagascariensis
Foa madagascariensis is een  straalvinnige vissensoort uit de familie van kardinaalbaarzen (Apogonidae). De wetenschappelijke naam van de soort is voor het eerst geldig gepubliceerd in 1931 door Petit.
De soort staat op de Rode Lijst van de IUCN als Onzeker, beoordelingsjaar 2009.